# Liste des maires de Vérone
Le maire de Vérone (italien : Sindaco di Verona) est une personnalité politique élue qui, avec le conseil municipal de Vérone, est responsable auprès du gouvernement de Vérone, Vénétie en Italie.
Le maire actuel est Damiano Tommasi, centre gauche indépendant, depuis 2022. 

## Vue d'ensemble

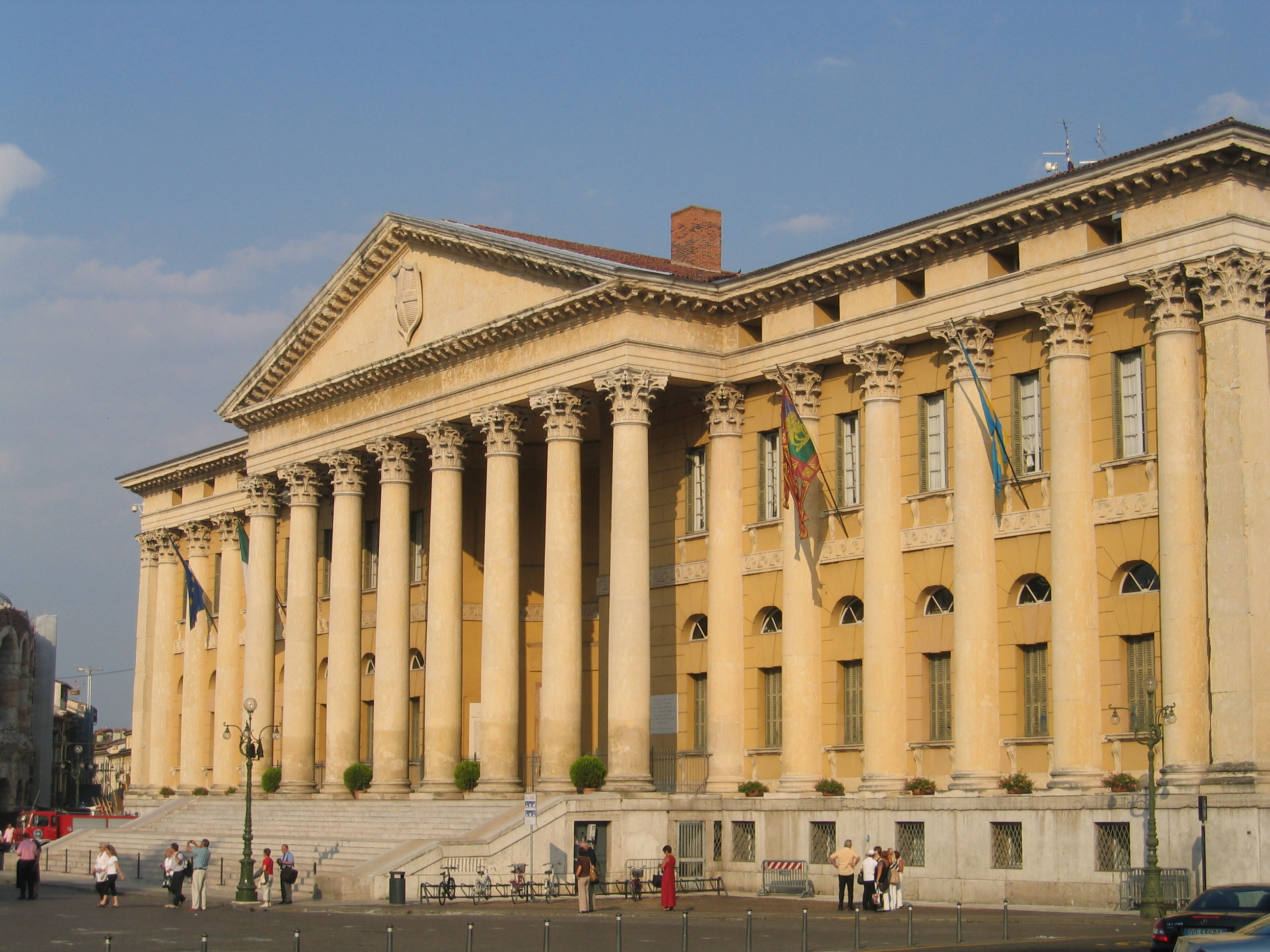
La mairie de Vérone, palais Barbieri.

À partir de 1866, lorsque l'ancien royaume de Lombardie-Vénétie (qui faisait partie de l'empire d'Autriche) a été annexé au royaume d'Italie, le gouvernement central a créé la fonction de maire, choisi par le conseil municipal.
En 1926, l'Italie fasciste a remplacé le maire par un podestat, choisi par le Parti national fasciste. Après la chute de la République sociale italienne et la fin de l'occupation de l'Allemagne nazie, le maire a été rétabli.
À partir de 1993, le maire est choisi par les citoyens de Vérone, initialement pour un mandat de quatre ans, mais à partir de 2001, le mandat est étendu à cinq ans. 

## Liste

### Royaume d'Italie (1866-1946)
| # | #   | Nom (Naissance–Mort)                    | Période | Période | Parti politique (Coalition politique) |
| - | --- | --------------------------------------- | ------- | ------- | ------------------------------------- |
|   | 1   | Alessandro Carlotti (1809–1867)         | 1866    | 1867    | Sans étiquette                        |
|   | 2   | Giulio Camuzzoni (1816–1897)            | 1867    | 1883    | Droite historique                     |
|   | 3   | Antonio Guglielmi (18??–19??)           | 1883    | 1887    | Droite historique                     |
|   | 4   | Giovanni Battista Albertini (18??–18??) | 1887    | 1888    | Droite historique                     |
|   | 5   | Antonio Perez (18??–18??)               | 1888    | 1889    | Droite historique                     |
|   | 6   | Augusto Renzi Tessari (18??–19??)       | 1889    | 1891    | Droite historique                     |
|   | 7   | Augusto Caperle (18??–19??)             | 1891    | 1895    | Droite historique                     |
|   | (3) | Antonio Guglielmi (18??–19??)           | 1895    | 1907    | Droite historique                     |
|   | 8   | Luigi Bellini Carnesali (1870–1940)     | 1907    | 1909    | Droite historique                     |
|   | 9   | Eugenio Gallizioli (18??–19??)          | 1909    | 1914    | Gauche historique (Liberals)          |
|   | 10  | Tullio Zanella (18??–19??)              | 1914    | 1920    | Gauche historique (Liberals)          |
|   | 11  | Albano Pontedera (18??–19??)            | 1920    | 1922    | Droite historique (Liberals)          |
|   | 11  | Vittorio Raffaldi (18??–19??)           | 1922    | 1926    | Parti national fasciste               |
|   | 12  | Aldo Fedeli (1895–1955)                 | 1945    | 1946    | Parti socialiste italien              |

### Italie fasciste (1926-1945)
| # | # | Nom (Naissance–Mort)              | Période | Période | Parti politique            |
| - | - | --------------------------------- | ------- | ------- | -------------------------- |
|   | 1 | Vittorio Raffaldi (18??–19??)     | 1926    | 1928    | Parti national fasciste    |
|   | 2 | Filippo Nereo Vignola (18??–19??) | 1928    | 1930    | Parti national fasciste    |
|   | 3 | Mario Pasti (18??–19??)           | 1930    | 1930    | Parti national fasciste    |
|   | 4 | Luigi Marenzi (18??–19??)         | 1930    | 1933    | Parti national fasciste    |
|   | 5 | Alberto Donella (18??–19??)       | 1933    | 1943    | Parti national fasciste    |
|   | 6 | Luigi Grancelli (18??–19??)       | 1943    | 1945    | Parti fasciste républicain |

### République italienne (1946-présent)
| # | #    | Nom (Naissance–Mort)                 | Période      | Période      | Parti politique (Coalition politique)                   |
| - | ---- | ------------------------------------ | ------------ | ------------ | ------------------------------------------------------- |
|   | (13) | Aldo Fedeli (1895–1955)              | 1946         | 1951         | Parti socialiste italien (Front démocratique populaire) |
|   | 14   | Giovanni Uberti (1888–1964)          | 1951         | 1956         | Démocratie chrétienne                                   |
|   | 15   | Giorgio Zanotto (1920–1999)          | 1956         | 1965         | Démocratie chrétienne                                   |
|   | 16   | Renato Gozzi (1915–1999)             | 1965         | 1970         | Démocratie chrétienne                                   |
|   | 17   | Carlo Delaini (1927–2008)            | 1970         | 1971         | Démocratie chrétienne                                   |
|   | 18   | Leonzio Veggio (1922–2019)           | 1971         | 1973         | Démocratie chrétienne                                   |
|   | (17) | Carlo Delaini (1927–2008)            | 1973         | 1975         | Démocratie chrétienne                                   |
|   | (16) | Renato Gozzi (1915–1999)             | 1975         | 1980         | Démocratie chrétienne                                   |
|   | 19   | Gabriele Sboarina (né en 1935)       | 1980         | 1990         | Démocratie chrétienne (Pentapartito)                    |
|   | 20   | Aldo Sala (né en 1945)               | 1990         | 1993         | Démocratie chrétienne (Pentapartito)                    |
|   | 21   | Enzo Erminero (né en 1931)           | 1993         | 1994         | Démocratie chrétienne (Pentapartito)                    |
|   | 22   | Michela Sironi Mariotti (né en 1946) | 12 juin 1994 | 28 mai 2002  | Forza Italia (Pôle pour les libertés)                   |
|   | 23   | Paolo Zanotto (né en 1953)           | 28 mai 2002  | 28 mai 2007  | La Marguerite (L'Olivier)                               |
|   | 24   | Flavio Tosi (né en 1969)             | 28 mai 2007  | 25 juin 2017 | Indépendant (ex-Ligue du Nord) (Tosi List for Veneto)   |
|   | 25   | Federico Sboarina (né en 1971)       | 27 juin 2017 | 29 juin 2022 | Indépendant (ex-Alliance nationale) (Centre-droit)      |
|   | 26   | Damiano Tommasi (né en 1974)         | 29 juin 2022 | en cours     | Indépendant (Centre-gauche)                             |